# T'Kout
T'Kout es un municipio (baladiyah) en el  distrito de T'Kout (daïra de T'Kout) de la provincia o valiato de Batna,  Argelia. En abril de 2008 tenía una población censada de 11 161 habitantes.
Se encuentra ubicado al noreste del país, sobre los montes Atlas, cerca de la costa del mar Mediterráneo, de la frontera con Túnez y de las turísticas ruinas de Timgad y Lambaesis.

## Geografía

### Situación
El territorio del municipio  de T'Kout está situado al sureste del valiato de Batna, a 8 km al noreste de Ghassira.
| Noroeste: Tighanimine | Norte: Tighanimine                  | Noreste: Inoughissen, Kimmel |
| Oeste: Tighanimine    |                                     | Este: Kimmel                 |
| Suroeste: Ghassira    | Sur: El Mizaraa (valiato de Biskra) | Sureste: Kimmel              |

### Toponimia
Según el Sr. Joleaud, T'kout (en bereber tkoukth) es una palabra de origen libio que designa un pueblo o un castillo fortificado, construido en una colina. La  T  inicial es un prefijo bereber de topónimos y la raíz  K K , formó muchos topónimos incluyendo Ras Takkouk o Koukou, en Cabilia que tienen la misma raíz. Tkout  es una palabra bereber que significa "la perla".

### Relieve e hidrografía
Al este de T'kout, se eleva  el Djebel Ahmar Khaddou.
El municipio está situado sobre una meseta que alcanza los 1200 m de altura, por encima del valle de oued Abiod  (Ighzir Amellal en chaoui).
El pueblo antiguo (dechra) de T'kout, está rodeado de huertos en terrazas irrigadas por la principal fuente. Está encaramado sobre un  promontorio. El pueblo  moderno está más abajo, dominando el valle del oued Channaoura, en las cercanías del bosque de Beni Melloul (Ath M'loul), afluente del oued Abiod.

### Clima
El  clima se parece al clima desértico con un invierno frío y un verano cálido.
| Parámetros climáticos promedio de Observatorio de T'Kout (Periodo de referencia: 20 años) | Parámetros climáticos promedio de Observatorio de T'Kout (Periodo de referencia: 20 años) | Parámetros climáticos promedio de Observatorio de T'Kout (Periodo de referencia: 20 años) | Parámetros climáticos promedio de Observatorio de T'Kout (Periodo de referencia: 20 años) | Parámetros climáticos promedio de Observatorio de T'Kout (Periodo de referencia: 20 años) | Parámetros climáticos promedio de Observatorio de T'Kout (Periodo de referencia: 20 años) | Parámetros climáticos promedio de Observatorio de T'Kout (Periodo de referencia: 20 años) | Parámetros climáticos promedio de Observatorio de T'Kout (Periodo de referencia: 20 años) | Parámetros climáticos promedio de Observatorio de T'Kout (Periodo de referencia: 20 años) | Parámetros climáticos promedio de Observatorio de T'Kout (Periodo de referencia: 20 años) | Parámetros climáticos promedio de Observatorio de T'Kout (Periodo de referencia: 20 años) | Parámetros climáticos promedio de Observatorio de T'Kout (Periodo de referencia: 20 años) | Parámetros climáticos promedio de Observatorio de T'Kout (Periodo de referencia: 20 años) | Parámetros climáticos promedio de Observatorio de T'Kout (Periodo de referencia: 20 años) |
| Mes                                                                                       | Ene.                                                                                      | Feb.                                                                                      | Mar.                                                                                      | Abr.                                                                                      | May.                                                                                      | Jun.                                                                                      | Jul.                                                                                      | Ago.                                                                                      | Sep.                                                                                      | Oct.                                                                                      | Nov.                                                                                      | Dic.                                                                                      | Anual                                                                                     |
| ----------------------------------------------------------------------------------------- | ----------------------------------------------------------------------------------------- | ----------------------------------------------------------------------------------------- | ----------------------------------------------------------------------------------------- | ----------------------------------------------------------------------------------------- | ----------------------------------------------------------------------------------------- | ----------------------------------------------------------------------------------------- | ----------------------------------------------------------------------------------------- | ----------------------------------------------------------------------------------------- | ----------------------------------------------------------------------------------------- | ----------------------------------------------------------------------------------------- | ----------------------------------------------------------------------------------------- | ----------------------------------------------------------------------------------------- | ----------------------------------------------------------------------------------------- |
| Temp. máx. media (°C)                                                                     | 9                                                                                         | 10.7                                                                                      | 13.9                                                                                      | 19.8                                                                                      | 21.6                                                                                      | 28.8                                                                                      | 32.5                                                                                      | 31.2                                                                                      | 25.6                                                                                      | 20.1                                                                                      | 14.1                                                                                      | 9.5                                                                                       | 19.7                                                                                      |
| Temp. media (°C)                                                                          | 5                                                                                         | 6.5                                                                                       | 8.1                                                                                       | 13                                                                                        | 16.2                                                                                      | 22.3                                                                                      | 23.9                                                                                      | 24                                                                                        | 20.5                                                                                      | 15.1                                                                                      | 9.8                                                                                       | 4.7                                                                                       | 14.0                                                                                      |
| Temp. mín. media (°C)                                                                     | -1.7                                                                                      | -0.8                                                                                      | 2.1                                                                                       | 6.8                                                                                       | 7.9                                                                                       | 14.7                                                                                      | 15.3                                                                                      | 14.8                                                                                      | 12.3                                                                                      | 7.9                                                                                       | 3.5                                                                                       | -0.1                                                                                      | 6.9                                                                                       |
| Precipitación total (mm)                                                                  | 23                                                                                        | 5                                                                                         | 16                                                                                        | 10                                                                                        | 10                                                                                        | 6.                                                                                        | 1.                                                                                        | 4                                                                                         | 16                                                                                        | 19                                                                                        | 27                                                                                        | 29                                                                                        | 166                                                                                       |
| Días de precipitaciones (≥ 1 mm)                                                          | 6                                                                                         | 4.0                                                                                       | 6                                                                                         | 4                                                                                         | 3                                                                                         | 1                                                                                         | 0                                                                                         | 2                                                                                         | 3                                                                                         | 5                                                                                         | 5                                                                                         | 6                                                                                         | 45                                                                                        |
| Fuente: Chinci, estadísticas sobre 20 años.                                               |                                                                                           |                                                                                           |                                                                                           |                                                                                           |                                                                                           |                                                                                           |                                                                                           |                                                                                           |                                                                                           |                                                                                           |                                                                                           |                                                                                           |                                                                                           |

### Localidades del municipio
El municipio de T'Kout está compuesto de 16 localidades:
- Aïn Beïda
- Akriche
- Beledjeraf
- Boucetta
- Chenaoura
- Djarlah
- El Hara
- Hambla
- Laanassar
- Laksar
- Lamkalibs
- T'Kout
- Tabardia
- Taghit
- Tiguezza
- Tizribine

### Vías  de comunicación
Situado en una région montañosa bastante aislada, T’kout está conectado por la carretera nacional 87 (Batna-Biskra por el valle del Abiod) y por el camino provincial número 5 (entre la localidad de Chenaoura y Tifelfel, en el municipio de Ghassira) ; esta conectada por un camino municipal a la localidad de Sidi Ali en el municipio  de Kimmel), en  la vertiente este del Ahmar Khaddou.

### Población
El municipio de T'Kout está ubicado en el territorio de los  Ayt Bouslimane . La población se distribuye en tres aglomeraciones (una general y dos secundarias).

## Historia

### El período de colonización francesa

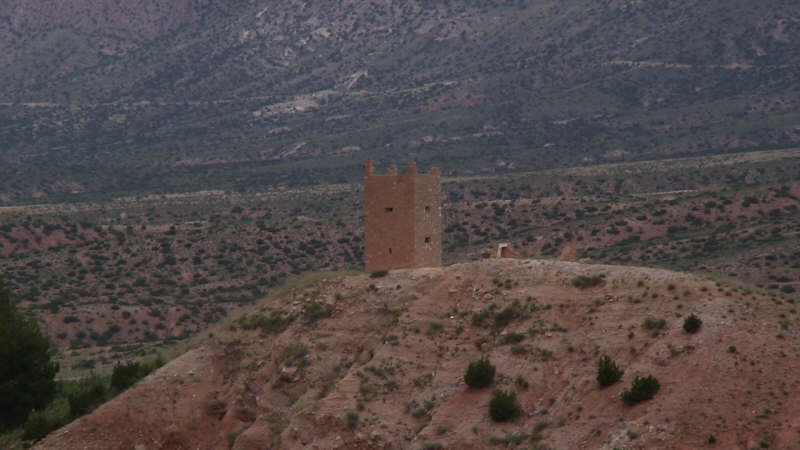
Torre del periodo francés

Desde finales del siglo XIX, el territorio de T'Kout forma parte del municipio mixto de Aurès, cuya capital es Arris.
Entre 1917 y 1921], un rebelde llamado Ug Zelmad (o Ben Zelmat) se levantó contra la administración francesa y sus colaboradores; Es uno de los más famosos mafiosos de los Aurès. Luego fue considerado por la sociedad campesina de los Aurès como un vigilante con un espíritu caballeresco. Las canciones de las mujeres cuentan sus hazañas, sin convertirse en un héroe nacional.

## Patrimonio

### Fiestas y festivales

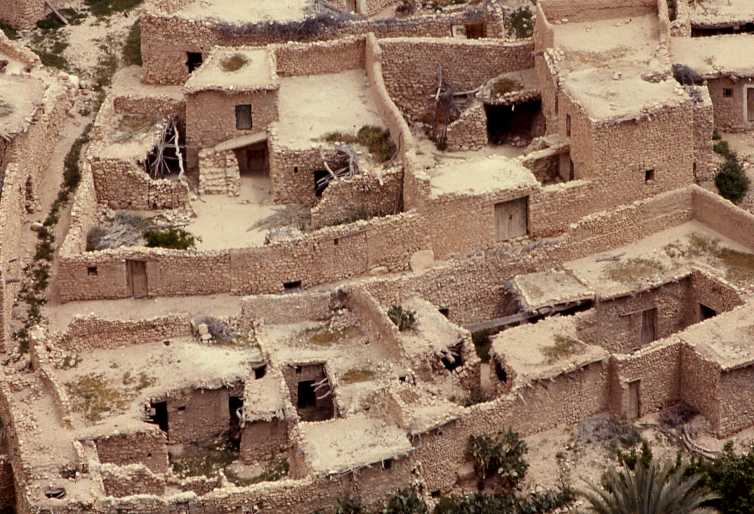
Casas en Ghoufi

Ciertos festivales bereberes se celebran en la ciudad, en particular Yennayer (el año nuevo amazig)) y el  Thamghra n'tmenzouth  el festival de otoño en T'kout, este festival de cuatro días coincide con el final del verano y el comienzo del otoño (cada 25 de agosto), según el calendario bereber. Los campesinos ofrecen sus frutos cosechados a lo largo del  Oued Ighzr Amelal y en otras regiones de los Aures.

### Cultos
La antigua mezquita de Sidi Abdessellam construida al principio del año des 1500, está clasificado entre los monumentos protegidos de los períodos medieval y otomano por el Ministère de la Culture argelino.

### Patrimonio medioambiental

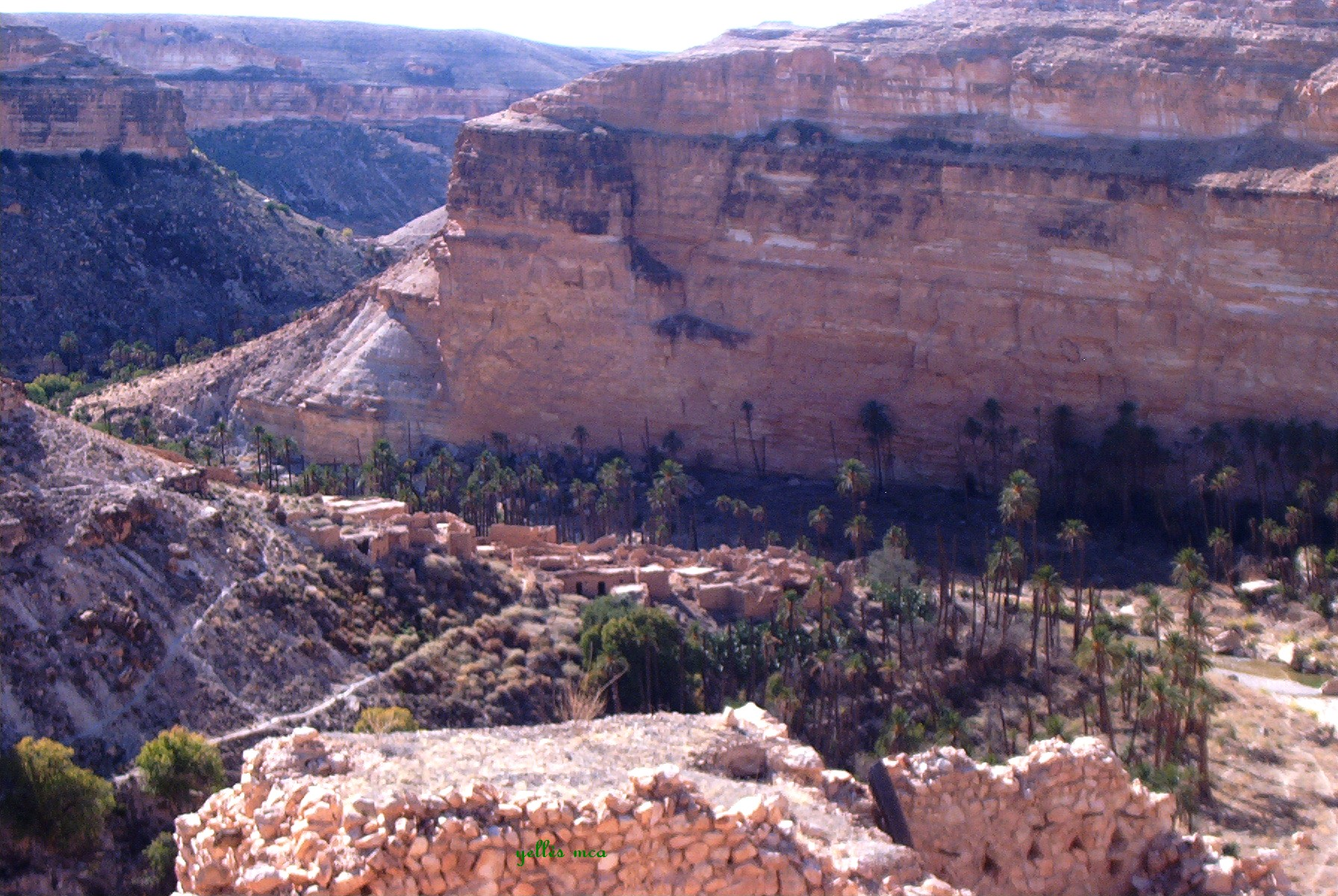
Casas en los Balcones de Ghoufi

El río Ighzir Amellal, que atraviesa el territorio del municipio de T'Kout, ha formado un largo cañón, en el que uno de los lugares es conocido bajo el nombre de Balcones de Ghoufi (o « Balcons de Rhoufi »). La altura de las gargantas de  Ghoufi varía entre 500 m y 1200 m.
En pequeños pueblos, como  Ghassira hay  casas trogloditas que han sido construidas en  los bordes o sobre los flancos del cañón.
Las casas que se aferrán a la pendiente de las gargantas se llaman dechras y las construidas al borde del oued les llaman  mechtas.

## Actividades artísticas y culturales

### Teatro y cine

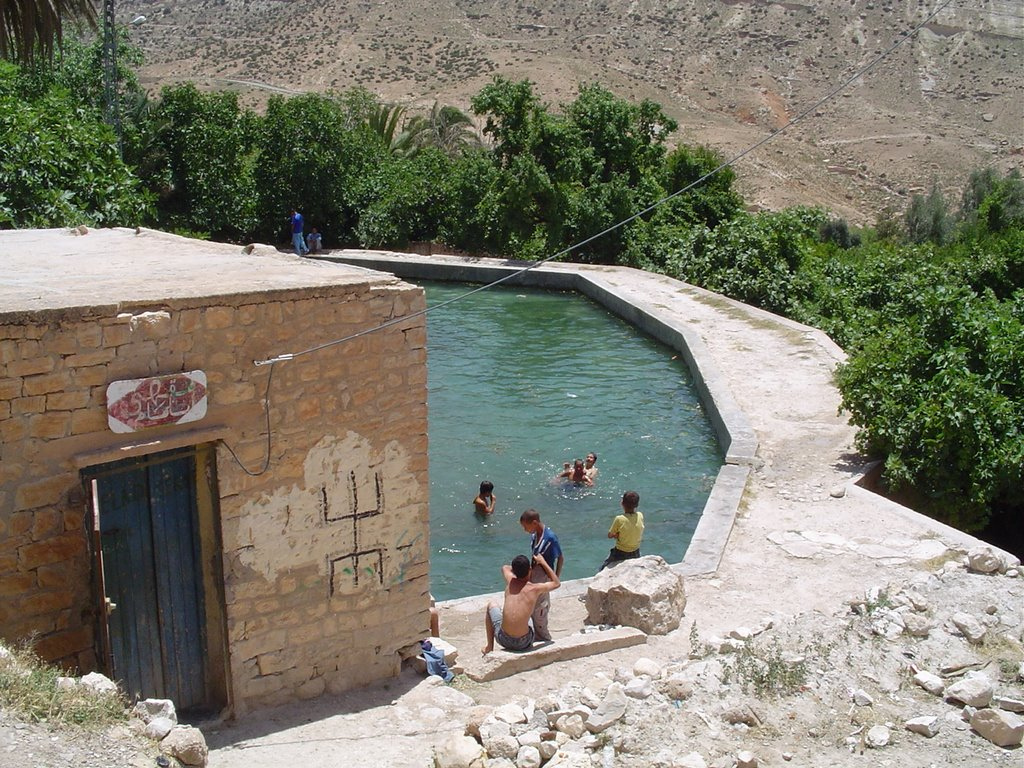
Pequeño estanque, que sirve de piscina

En 2007, la película Mascarades de Lyes Salem fue rodada en el cañón de Ghoufi.
Loucham (tatuaje), es una obra de teatro emitida por el  canal Algérie dedicada a los canteros de T'kout víctimas de la silicosis, realizada por Mahii Eddin Bouzid y el teatro regional de Batna.

### Música
La música  de T'Kout es de expresión   chaoui, numerosos artistas de envergadura nacional y también international son originarios del municipio como Dihya y  su marido Messaoud Nedjahi, escritor, autor-compositor e intérprete e Ishem Boumaraf, exmiembro del grupo Tafert.
Muchos artistas rindieron homenaje a  la ciudad de T'Kout, en particular el álbum homónimo de la ciudad escrito y cantado por  Massinissa y  el álbum del grupo de música métal, Numidas,  llamado también T'Kout.

## Economía
Los jóvenes del municipio han invertido mucho en la artesanía del corte de arenisca, trabajan en sitios de construcción dispersos por las principales ciudades de Argelia. En años recientes, la silicosis se ha extendido entre  los albañiles y se ha cobrado muchas vidas.
La producción de aceite en la ciudad es una tradición que ha existido durante decenas de siglos. Algunos agricultores hacen aceite de oliva, con una técnica tradicional (las aceitunas se colocan en un hoyo y se trituran con una piedra grande y redonda, que un hombre maneja).

## Personalidades de  T'Kout
- Ouardi Chabani, constructor y promotor inmobiliario, nacido en 1922 en T'Kout.
- Dihya, cantante de  música chaoui nativa de Taghit localidad  de T'Kout.
- Messaoud Nedjahi, escritor, autor-compositor y intérprete nativo de T'Kout.
- Rokia Masmoudi, militante del ALN, nacido en 1926 en  el municipio de T'Kout[22]
- Nathalie Étienne-Bergeaud nacida el 21 de enero de 1962 le  en T'Kout, es una antigua jugadora francesa de baloncesto.
- Ug Zelmad, .
- Salim Yezza, es un activista de los derechos del hombre y de la causa bereber en Argelia.